# Raiffeisenlandesbank Burgenland

Die Raiffeisenlandesbank Burgenland und Revisionsverband eGen (RLBB) ist das Spitzeninstitut der burgenländischen Raiffeisenbanken mit Bankstellen in den Bezirken Eisenstadt (Umgebung), Mattersburg und Neusiedl. Zusammen mit den anderen 11 unabhängigen burgenländischen Raiffeisenbanken sind sie die führende Bankengruppe des Burgenlandes. Die RLBB hat ihren Sitz in der Landeshauptstadt Eisenstadt in der Friedrich Wilhelm Raiffeisen-Straße 1. Die Geschäftsleitung wird seit 2013 von Generaldirektor Rudolf Könighofer geführt.

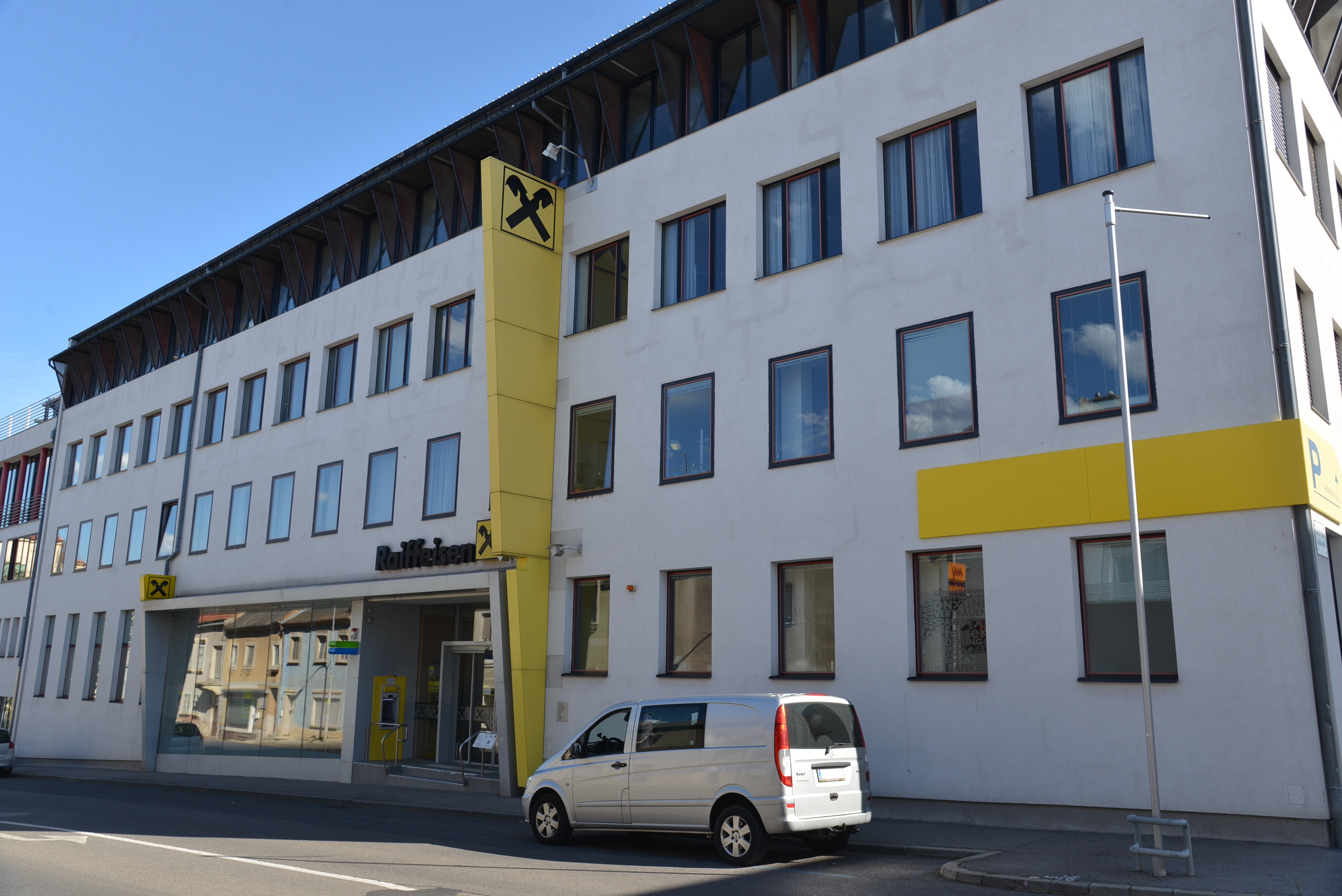
Frontansicht der RLBB von der Esterhazystraße

## Leistungen für Kunden
Die Raiffeisenlandesbank Burgenland bietet die banküblichen Serviceleistungen des Privatkundengeschäftes in allen Bankstellen an. Dienstleistungen enthalten: Konto, Bausparen, Versicherung, Wertpapierberatung, das Angebot von Raiffeisen Leasing etc. Neben den üblichen SB-Geräten, Kontoserviceterminals und Kontoauszugsdrucker gibt es in manchen Bankstellen auch Sparbuchaufbewahrungsschränke.

## Aufgaben im Raiffeisensektor
Als Spitzeninstitut der burgenländischen Raiffeisenbanken übernimmt die Raiffeisenlandesbank Burgenland im Sinne des genossenschaftlichen Subsidiaritätsprinzip Aufgaben für andere Banken. Darunter fallen bundes- und bundeslandweite Werbe- und Marketingmaßnahmen, Bereitstellung von Informatik, strategische Unterstützung und Beratung, Kreditrisikomanagement, Personalmanagement u. v. m. Die RLBB ist auch der gesetzliche Revisionsverband für alle burgenländischen Raiffeisenbanken und die sonstigen Genossenschaften nach dem System Raiffeisen.

## Leitung und Struktur
Der Vorstand setzt sich aus Generaldirektor Rudolf Könighofer, Generaldirektor Stv. Eva Fugger und Vorstandsdirektor Rudolf Suttner zusammen. Die einzelnen Geschäftsbereiche sind auf die drei Vorstandsmitglieder aufgeteilt. Leiter des Revisionsverbandes ist seit 1997 Heinz Astl.
Im Jahr 2008 hat der hauptberufliche Vorstand die Geschäftsführung übernommen.
| 1928 – 1936 | Anton Bohuslaw       |
| 1936 – 1937 | Maximilian Tributsch |
| 1937 – 1938 | Ludwig Betzler       |
| 1946 – 1954 | Richard Fux          |
| 1954 – 1955 | Maximilian Tributsch |
| 1956 – 1960 | Hans Seiler          |
| 1960 – 1982 | Franz Forstik        |
| 1982 – 2013 | Julius Marhold       |
| Seit 2013   | Rudolf Könighofer    |

## Geschichte

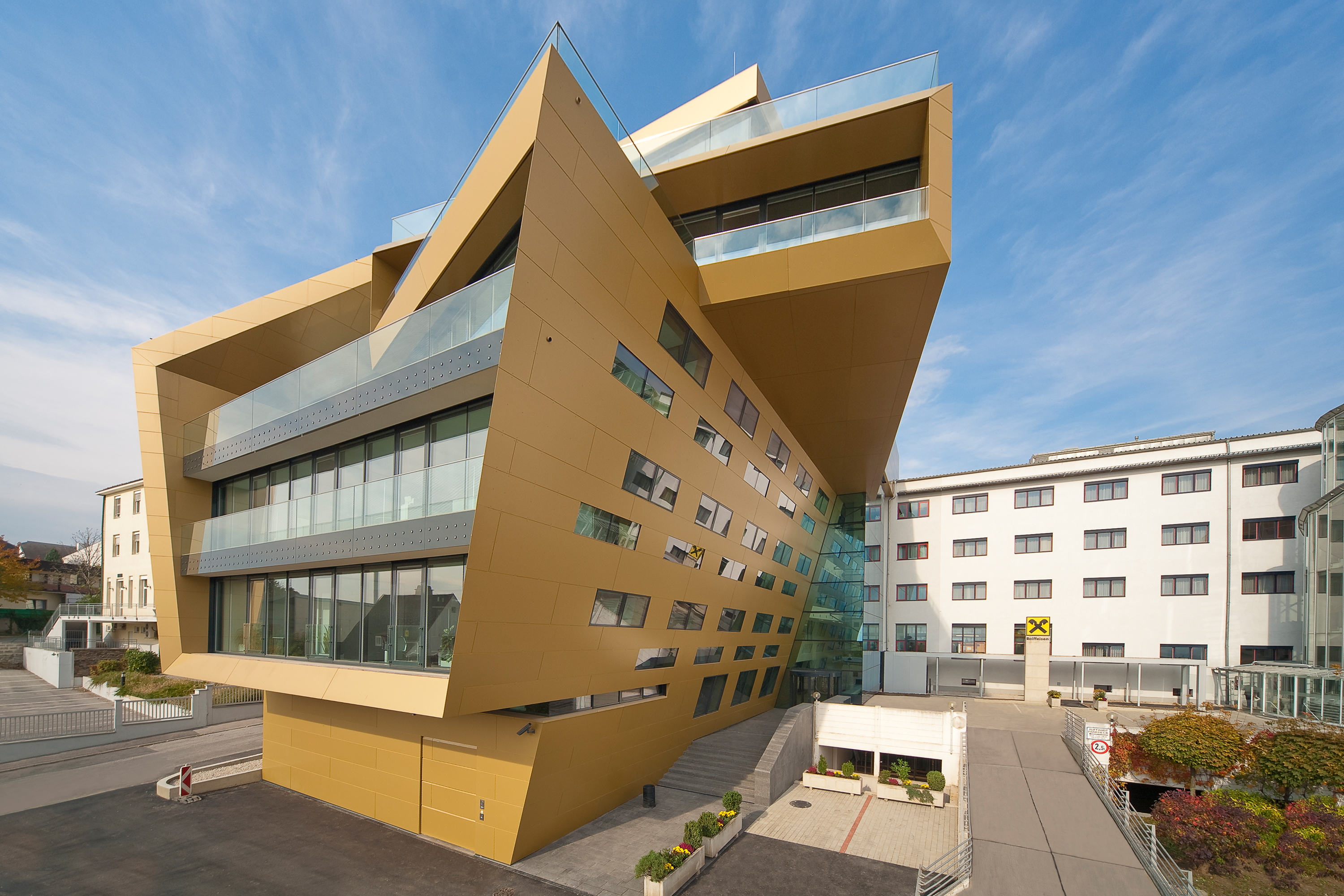
Zubau des Raiffeisen Finanz Centers aus dem Jahr 2010

Ab 1922 wurden im neuen Bundesland Burgenland viele Raiffeisenkassen gegründet. In den darauffolgenden Jahren kam es zur Gründung von zwei verschiedenen Raiffeisenverbänden im Süden und Norden des Burgenlandes. Es setzte sich immer mehr die Erkenntnis durch, dass auf Dauer zwei Raiffeisenverbände für das kleine Bundesland ein unhaltbarer Zustand sind. 1928 bildete sich der Vorgänger der Raiffeisenlandesbank Burgenland, der „Landesverband der landwirtschaftlichen Genossenschaft im Burgenland“ in Sauerbrunn. Als die burgenländische Landesregierung 1929/30 nach Eisenstadt zog, übersiedelt auch der Vorgänger der RLB in die Landeshauptstadt.
Nach der EU-Osterweiterung 2004 wurde eine Neuorganisation der Raiffeisenverbände ausgearbeitet, die die Wettbewerbsfähigkeit der Raiffeisenlagerhäuser stärkt und es der Raiffeisenlandesbank Burgenland ermöglicht, sich auf das Kerngeschäft Bank und Revision zu konzentrieren.
Im Jahr 2008 wurde der aus den 1950er Jahren stammende Altbau des Raiffeisengebäudes am Oberberg in Eisenstadt durch einen modernen Zubau ersetzt. Ende November 2010 fand die Eröffnung des Raiffeisen Finanz Centers statt.